# Чедер
Чеде́р — озеро в 45 км к югу от города Кызыл, в Кызылском кожууне республики Тува восточнее озёр Хадын, Как-Холь и Дус-Холь (Сватиково), и на севере от озера Чагытай.

## Общие сведения
Озеро расположено на юге Тувинской котловины в бессточной впадине, на борту которой выходят песчано-глинистые породы юры. Впадина окружена холмистой безлесой равниной. Абсолютная отметка 706 м. Берега пологие, голые и унылые. Местность в окрестностях озера слабовсхолмленная. На западном берегу вокруг курортного посёлка имеется небольшой лесок. В питании озера принимает участие небольшой ручеёк, впадающий на южном берегу, а также грунтовые воды четвертичных грунтовых отложений.

## Туризм
С 1932 года и по сей день на озере существует курорт. Основные лечебные факторы — рапа и грязь.

## Бальнеологические и курортные характеристики
Озёрная рапа представляет горько-солёный рассол с минерализацией от 80 г/л (у южного берега) до 200 г/л. Основной компонент — сульфат натрия. Присутствуют калий (0,250 г/л), фтор (0,003 г/л), йод (0,001 г/л), стронций (0,001 г/л). По составу рапа схожа с рапой курорта Шира. Осенью и зимой из рассола выпадают соли: мирабилит, тенардит. Берега и дно озера сложены иловой грязью мощностью 0,2—2 м. Грязь серая или серо-чёрная.

## Топографические карты
- Лист карты M-46-V Кызыл. Масштаб: 1 : 200 000. Указать дату выпуска/состояния местности.